# Barrio San José, San Simón de Guerrero
Barrio San José, även Barrio Tecolote, är en ort i kommunen San Simón de Guerrero i delstaten Mexiko i Mexiko. Samhället hade 690 invånare vid folkräkningen 2020.